# Dubai Ladies Masters
De Dubai Ladies Masters is een golftoernooi voor vrouwen in de Verenigde Arabische Emiraten, dat deel uitmaakt van de Ladies European Tour. Het toernooi werd opgericht in 2006 en vindt sindsdien telkens plaats op de Majlis Course van de Emirates Golf Club in Dubai. Sinds 2009 is Omega de hoofdsponsor van dit toernooi en wordt sindsdien georganiseerd als de Omega Dubai Ladies Masters.
Het toernooi wordt gespeeld in een strokeplay-formule met vier ronden en na de tweede ronde wordt de cut toegepast.

## Winnaressen
| Jaar                       | Winnares             | Sore                 | Sore                 | Info                 |
| Dubai Ladies Masters       | Dubai Ladies Masters | Dubai Ladies Masters | Dubai Ladies Masters | Dubai Ladies Masters |
| -------------------------- | -------------------- | -------------------- | -------------------- | -------------------- |
| 2006                       | Annika Sörenstam     | 270                  | –18                  |                      |
| 2007                       | Annika Sörenstam     | 278                  | –10                  |                      |
| 2008                       | Anja Monke           | 275                  | –13                  |                      |
| Omega Dubai Ladies Masters |                      |                      |                      |                      |
| 2009                       | In-Kyung Kim         | 270                  | –18                  |                      |
| 2010                       | Iben Tinning         | 277                  | –11                  |                      |
| 2011                       | Lexi Thompson        | 273                  | –15                  |                      |
| 2012                       | Shanshan Feng        | 267                  | –21                  |                      |
| 2013                       | Pornanong Phatlum    | 273                  | –15                  |                      |
| 2014                       | Shanshan Feng        | 269                  | –19                  |                      |

| Toernooirecord |  | po = winnares na play-off |